# Gerardo Peña Flores
Gerardo Peña Flores (Monterrey, Nuevo León; 20 de abril de 1970) es un político mexicano, miembro del Partido Acción Nacional. Ha sido, entre varios cargos, diputado al Congreso de Tamaulipas, diputado federal, y desde el 6 de enero de 2022 es Secretario General de Gobierno de Tamaulipas.

## Biografía
Gerardo Peña Flores es licenciado en Ciencias Jurídicas por la Universidad Autónoma de Nuevo León y maestro en Negocios Internacionales por el Instituto Panamericano de Alta Dirección de Empresa. Tiene además estudios sobre contabilidad, administración y finanzas, derecho internacional y campañas políticas en The George Washington University, Universidad de Harvard y Wharton School The George Washington University.
Entre 1989 y 2001 ejerció su profesión ocupando cargos como subdirector jurídico internacional y director divisional norte del entonces Grupo Financiero Bancomer. En 2001 fue presidente de la Comisión de Normatividad del Comité de Fiduciarios del Estado de Nuevo León y de 2002 a 2004 fue director administrativo del Grupo Empresarial Reynosa.
Ocupó su primer cargo público de 2005 a 2007, cuando fue contralor del Ayuntamiento de Reynosa encabezado por el presidente municipal Francisco García Cabeza de Vaca. En 2007 y 2010 fue candidato del PAN a presidente municipal de Reynosa, no logrando el triunfo en ninguna de las dos, que correspondió a los candidatos del PRI Oscar Luebbert Gutiérrez y Everardo Villarreal Salinas, respectivamente, además en 2009 fue candidato del PAN a diputado federal por el distrito 2 de Tamaulipas, pero fue derrotado por el mismo Villarreal Salinas. Durante dichos periodos, ocupó los cargos de contralor de ProMéxico de la Secretaría de Economía y de la Secretaría de Gobernación.
En 2016, Francisco García Cabeza de Vaca fue electo Gobernador de Tamaulipas, y lo nombró secretario de Bienestar Social del estado, ejerciendo de ése año al de 2019; en esta última fecha se separó del cargo al ser electo diputado por la vía plurinominal a la LXIV Legislatura del Congreso del Estado de Tamaulipas para el periodo que concluiría en 2021. En dicha legislatura, como líder de los diputados del PAN, ocupó los cargos de presidente de la Junta de Coordinación Política; presidente de las comisiones de Gobernación; y Especial para el Análisis y, en su caso, actualización de la Constitución Política del Estado de Tamaulipas; así como vocal de las comisiones de Finanzas, Planeación, Presupuesto y Deuda Pública; de Cohesión Social; y, de Transparencia y Acceso a la Información Pública. Así mismo, fue integrante de la comisión Especial para Concertar al Gobierno Federal, así como a los Poderes Ejecutivos de los Estados, y a las Legislaturas locales a la Convención Nacional Hacendaría.
En 2021 fue postulado por el Partido Acción Nacional a diputado federal por el Distrito 9 de Tamaulipas, pero no logró la victoria, que correspondió a la candidata de la coalición Juntos Haremos Historia, Claudia Alejandra Hernández Sáenz; sin embargo a la vez fue electo diputado federal por la vía plurinominal a la LXV Legislatura que concluiría en 2024, y en que la fue secretario de la comisión de Hacienda y Crédito Público; y de la Jurisdiccional; así como intrante de la comisión de Recursos Hidráulicos, Agua Potable y Saneamiento. Solicitó y obtuvo licencia a dicho cargo el 3 de enero de 2022, para ser nombrado, a partir del 6 de enero siguiente, secretario general de Gobierno de Tamaulipas por el gobernador García Cabeza de Vaca, en sustitución de César Verástegui Ostos.